# Publi-Fast
Publi-Fast fue una supuesta empresa de publicidad en línea que ofrecía ganar dinero fácil por medio del marketing multinivel, el cual resultó ser una pirámide o esquema Ponzi, logrando estafar a más de 100.000 personas. La empresa pertenecía a Luis Cajas "Red Boy" y su familia, estaba basada en Ecuador y tuvo como miembro e imagen al presentador de televisión Roberto Angelelli.

## Historia

### Inicio
Publi-Fast fue creada y registrada en la superintendencia de compañías en octubre de 2013, bajo el nombre de Aracelly C. M. como persona jurídica. Su dueño, gerente y representante era su hijo Luis Cajas.

### Método de reclutamiento y estafa
Publi-Fast se movía por medio de la red social Facebook, donde reclutaba a sus incautos ofreciéndoles ganar enormes cantidades de dinero sin necesidad de salir de sus casas, ni trabajando una jornada laboral común de manera simple y legal, que consistía en una especie de marketing en línea, donde los publicistas (nombre con el cual se referían a las personas reclutadas) debían compartir en el muro de Facebook de 20 contactos, una publicidad sobre Publi-Fast o una supuesta marca que paga sus servicios a la empresa, la cual se encontraba desde la fan-page de la empresa, y luego reportar con imágenes el trabajo realizado enviando un mensaje de correo electrónico a la empresa. Esto no tomaba más de una hora y habría que hacerlo cada día. Las personas que querían ingresar a trabajar en Publi-Fast debían comprar una membresía que tenía un costo de $150 y se debía pagar un dinero extra para obtener una de tres tipos de cuenta; $318 para la cuenta estándar con permanencia de cuatro meses; $500 para la cuenta premium con permanencia de seis meses; y Gold Premium que también tenía un costo de $500 con permanencia de doce meses; además de convencer a tres amigos más de ingresar para que se active la cuenta y así empezar a ganar por cada trabajo realizado al mes. Este empleo fue de sistema piramidal de tipo esquema Ponzi, en el que los tres primeros ingresados por un usuario pagaban su primer sueldo, los que llegaban después ayudaban a pagar a los primeros, y así sucesivamente. Su mayores incautados se dieron en las ciudades principalmente en Guayaquil a cargo de Luis C., Santo Domingo a cargo de Lupe T. Gustavo F., Naranjal a cargo de Roberto M., Ambato a cargo de Luis F. En la mayoría de provincias del Ecuador se contaba con oficinas donde se realizaban transacciones de dinero.
En su página de Facebook, mencionaban que contaban con oficinas en las principales ciudades del país y como representantes de la compañía a Luis Cajas y Roberto Angelelli.

### Cierre de Publi-Fast
El 6 de junio de 2014 se hizo una serie de denuncias de estafa en contra de Publi-Fast por parte de las personas afectadas, aquel día se receptaron 500 denuncias, y el caso se hizo conocido en los medios de comunicación. Una semana después se receptaron más de 2000 denuncias de personas de todas partes de Ecuador, y el caso lo tomó a cargo el abogado Hernán Ulloa y el fiscal Miguel Vélez. Las personas denunciaban que la empresa no les pagaba desde hace meses.
El 8 de junio se conoció que los afectados eran obligados a sacar un RUC en una imprenta que además los propietarios eran familiares de Luis Cajas, y facturar sus pagas, sin embargo también se les obligaban a entregar las facturas en blanco, y de acuerdo al testimonio de personas que recibieron sus primeras pagas de 200 o 300 dólares, en el SRI constaban que recibieron la cantidad de $ 6.000 u $ 8.000.
El 10 de junio, el juez de Garantías Penales del Guayas, Eduardo Antonio Díaz Navarrete, dictaminó orden de detención para cinco personas involucradas con el caso Publi-Fast; Luis Alberto Cajas C., supuesto dueño de la compañía; su madre, Aracelly C. M.; su padrastro Joel Francisco M. A., el presentador de televisión Roberto Vicente Angelelli L. y la hermana de este, Lysis A. L.
En la madrugada del 12 de junio se allana dos viviendas donde se encontraron cajas que contenían documentos de las personas incautadas en distintas partes del Ecuador, como Milagro, Quevedo Pasaje, El Guabo, Quito, etc. Entre los documentos hallados se encontró credenciales de empleados en diversas áreas, con caducidad fechada para el año 2015, y varios comprobantes de pago y cheques con cantidades de $ 593, $ 875, $ 375 y $ 268, con muchos sin el nombre de quien debía cobrarlos, y se encontró varios teclados sin sus respectivos CPU. Con todas estas cifras y denuncias se calculan que son más de 100.000 las personas estafadas en todo el Ecuador por la empresa Publi-Fast.

### Carta de Angelelli
El presentador de televisión Roberto Angelelli, por medio de una carta publicada en internet desde Miami, expresó su descontento con las acusaciones que recaen sobre él, y aclara que en ningún momento su intención fue de hacer daño a nadie, pues pensó que esta empresa ayudaría a salir económicamente adelante a muchas personas, y que él no era parte de la empresa sino que prestó su imagen como siempre lo ha hecho y que ahora su bien más preciado (refiriéndose a su imagen) está manchado por este suceso, que además el también es una víctima más de esta empresa y de quienes lo contrataron, y que hará formalmente una denuncia en contra de los mismos por afectar su imagen.